# Phyllonorycter populicola
Phyllonorycter populicola är en fjärilsart som först beskrevs av Kuznetzov 1975.  Phyllonorycter populicola ingår i släktet guldmalar, och familjen styltmalar. Inga underarter finns listade i Catalogue of Life.